# MAN SE
MAN SE (Maskinfabrik Augsburg-Nürnberg) er en tysk virksomhed, der formentlig mest er kendt for produktion af busser og lastbiler, men som i øvrigt producerer vidt forskelligt materiel inden for ingeniørfaget.
Forretningsområdernene er:
- Lastbiler og busser
- Dieselmotorer
- Turbomaskiner

Virksomhedens rødder går tilbage til 1758, hvor den var den første sværindustri-virksomhed i Ruhrregionen, og den er i dag en af Europas ledende producenter af ingeniørmateriel og tilsvarende køretøjer. Per 2008 var der ca. 51.000 ansatte fordelt i 120 lande med et samlet salg på ca. 15 milliarder euro.
MAN har været listet i DAX-indekset, men er under opkøb af Volkswagen Group, der vil fusionere virksomheden med Scania. Det er en vel-renommeret virksomhed indenfor det transportrelaterede område. Denne anerkendelse ses gennem de talrige priser som MAN har vundet. De seneste priser vandt MAN i 2006 med titlerne ’Truck of the year’ og ’coach of the year’.
I Danmark findes datterselskabet MAN Truck & Bus Danmark.

## Divisionerne
- MAN Nutzfahrzeuge AG (ca. 60% af totalt salg)

Lastbiler: Konstruktion af lastbiler (61%), eftermarked af reservedele og service (18%), busser (14%), motorer og komponenter (7%).
- MAN Diesel SE

2-takts- og 4-taktsmotorer til diesel- og benzinmotorer: Store skibs og faststående diesel motorer, motorer for kørertøjer og industriel anvendelse, motorer til kraftværker, tankere, yachts, passagerskibe, skibe, isbrydere og til jernbaner.
- Turbo AG

Turbo maskiner: Kompressorer og turbiner for industriprocesser og global el-produktion.

## Produkter- MAN Nutzfahrzeuge AG division
Lastbiler
- LE Serie
- FE Serie
- HX Serie
- SX Serie

Almindelige lastbiler:
MAN TGL
MAN TGM
MAN TGS
MAN TGX
Bus
- Lion's bybus
- Lion's Klassisk bybus
- Lion's Regionalbus
- NM 223/ 283
- NL/ÜL 313/363 F (LF)
- NG 263/313/363 F (LF)
- 10.225 FOCL midi coach
- 12.220 HOCL
- 14.280 HOCL
- 12.220 HOCL-NL
- 14.220 HOCL-NL
- 18.220/ 260/ 280 HOCL-SL
- 18.220/ 260/ 280/ 310/ 360 HOCL-SÜ
- 18.220/ 260/ 310 HOCL-NL (LF)
- 18.260/ 310/ 360/ 410/ 460 HOCL
- 24.310/ 360/ 410/ 460 HOCLN
- 28.310 HGOCL

## Nuværende konkurrenter
- Busser
  - Van Hool – Belgien
  - Scania AB – Sverige
  - Volvo Buses – Sverige
  - Setra – Tyskland og ejet af Mercedes-Benz buses
  - Mercedes-Benz buses – Tyskland
  - Alexander Dennis – England
  - Wrightbus – England

## Eksterne links
- MAN AG
- MAN Danmark
- MAN SX Arkiveret 25. marts 2008 hos  Wayback Machine – i det danske forsvar